# Stefano Aguiar
Stefano Aguiar dos Santos (Belo Horizonte, 3 de março de 1976) é um administrador de empresas, empresário, proprietário rural, pastor e político brasileiro, filiado ao Partido Social Democrático (PSD). É deputado federal pelo estado Minas Gerais. Em 2011 foi deputado federal em MG pelo PSC, e foi filiado ao PSB antes de se filiar em 2016 ao PSD.

## Biografia
Stefano formado em administração de empresas e em teologia. É pastor da Igreja do Evangelho Quadrangular, pela qual ocupa os cargos de superintendente e de Secretário Estadual de Cidadania em Minas Gerais.
Foi assessor especial do governo de Minas Gerais de 2005 a 2010. Suplente na legislatura 2011-2015, assumiu o mandato em 2012 na vaga de Mário de Oliveira (PSC), seu tio, e renunciou ao cargo em 2013, após licença.
Foi reeleito deputado federal em 2014, para a 55.ª legislatura (2015-2019). Votou a favor do Processo de impeachment de Dilma Rousseff. Posteriormente, votou a favor da PEC do Teto dos Gastos Públicos. Em abril de 2017 foi contrário à Reforma Trabalhista. Em agosto de 2017 votou a favor do processo em que se pedia abertura de investigação do então presidente Michel Temer.